# Parco safari di Beekse Bergen
Il parco safari di Beekse Bergen (in olandese Safaripark Beekse Bergen) è lo zoo safari nel comune di Hilvarenbeek dei Paesi Bassi nella provincia del Brabante Settentrionale, a breve distanza dal comune di Tilburg. Fondato nel 1968 è il più grande zoo faunistico dell'intera regione del Benelux e ospita circa 1.250 animali di oltre 150 specie, dai piccoli mammiferi ai grandi uccelli. 

## Storia

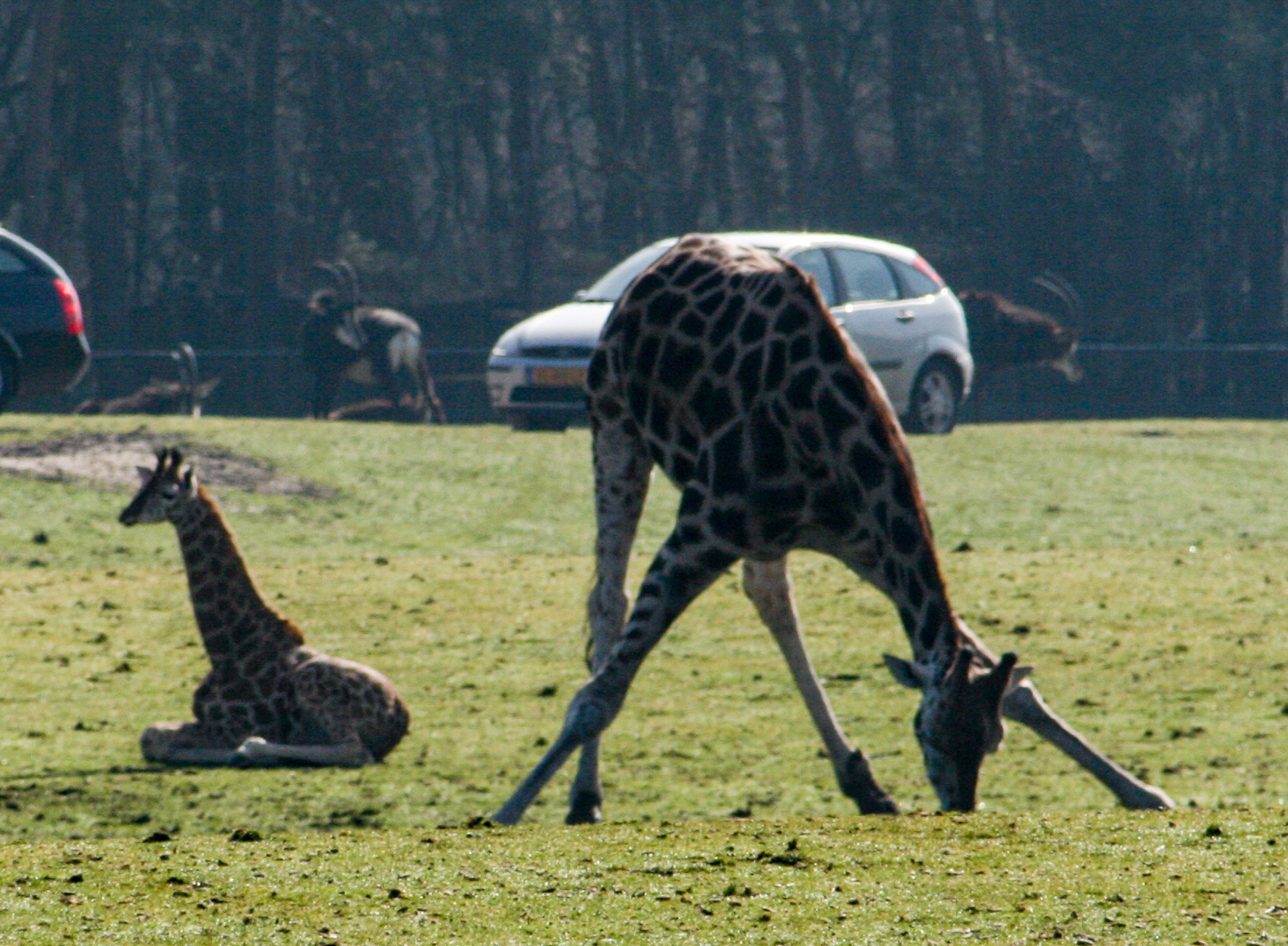
Area dedicata alle giraffe

All'inizio, nel 1968, fu aperto il Parco dei leoni Beekse Bergen e i visitatori potevano osservare i leoni dalla propria auto e questa novità per i Paesi Bassi richiamò molti visitatori. Due anni dopo furono aperte altre aree con leopardi e babbuini e nel periodo successivo l'offerta si ampliò. Poiché ormai il parco non riguardava più solo i leoni, nel 1974 il nuovo nome divenne quello recente. Dopo questa fase iniziale durante la quale il parco raggiunse i 120 ettari era possibile solo una visita in auto simile ad un safari in Africa. Dal 1982 è stato aperto un nuovo percorso a piedi riguardante solo una piccola parte del parco. Nel 1984 è stata inaugurata una grande area dedicata agli uccelli. Nel 1987 la gestione è passata all'organizzazione Libéma, il percorso a piedi è stato ampliato e sono stati aggiunte altre oppotunità di visita, con un autobus oppure in barca. A breve distanza si trova lo Speelland Beekse Bergen, un parco divertimenti con la stessa gestione.

## Descrizione
La grande area del parco raccoglie grandi mammiferi come leoni, leopardi, zebre e giraffe e questi spazi sono progettati per essere visitati o in auto privata oppure con un autobus con guida dedicata ad illustrare quanto si vede. Altre modalità per la visita, in altri ambienti, si possono realizzare o a piedi o anche in barca.